# 1952 în film
- 1951 în cinematografie — 1952 în cinematografie — 1953 în cinematografie

## Filmele cu cele mai mari încasări (SUA)
| #   | Titlu                      | Studio         | Actori                                                        | Încasări    |
| --- | -------------------------- | -------------- | ------------------------------------------------------------- | ----------- |
| 1.  | The Greatest Show on Earth | Paramount      | Betty Hutton, Cornel Wilde, Charlton Heston și Gloria Grahame | $14.000.000 |
| 2.  | The Bad and the Beautiful  | MGM            | Lana Turner și Kirk Douglas                                   | $8.500.000  |
| 3.  | The Snows of Kilimanjaro   | Fox            | Gregory Peck și Ava Gardner                                   | $6.700.000  |
| 4.  | Ivanhoe                    | MGM            | Robert Taylor, Joan Fontaine și Elizabeth Taylor              | $6.258.000  |
| 5.  | Singin' in the Rain        | MGM            | Gene Kelly, Debbie Reynolds și Donald O'Connor.               | $6.000.000  |
| 6.  | Sailor Beware              | Paramount      | Dean Martin și Jerry Lewis                                    | $4.300.000  |
| 7.  | Moulin Rouge               | United Artists | José Ferrer și Zsa Zsa Gabor                                  | $4.252.000  |
| 8.  | Hans Christian Andersen    | RKO            | Danny Kaye și Farley Granger                                  | $4.100.000  |
| 9.  | Affair in Trinidad         | Columbia       | Rita Hayworth                                                 | $4.000.000  |
| 10. | Monkey Business            | Fox            | Cary Grant, Ginger Rogers și Marilyn Monroe                   | $3.800.000  |

## Premii

### Oscar
- Cel mai bun film:
- Cel mai bun regizor:
- Cel mai bun actor:
- Cea mai bună actriță:
- Cel mai bun film străin:

Articol detaliat: Oscar 1952

### BAFTA
- Cel mai bun film:
- Cel mai bun actor:
- Cea mai bună actriță:
- Cel mai bun film străin: